# Chromis sanctaehelenae
Chromis sanctaehelenae là một loài cá biển thuộc chi Chromis trong họ Cá thia. Loài này được mô tả lần đầu tiên vào năm 1987.

## Từ nguyên
Từ định danh sanctaehelenae được đặt theo tên gọi của nơi mà mẫu định danh của loài cá này được thu thập, đảo Saint Helena.

## Phạm vi phân bố và môi trường sống
C. sanctaehelenae là loài đặc hữu của đảo Saint Helena (một lãnh thổ hải ngoại thuộc Anh), được thu thập ở độ sâu khoảng 5–35 m.

## Mô tả
C. sanctaehelenae có chiều dài cơ thể lớn nhất được ghi nhận là 16,5 cm. Cơ thể có màu xám bạc, hơi sẫm nâu ở lưng. Các vây sẫm màu hơn thân. Hai thùy đuôi được viền trắng hoặc xanh nhạt ở rìa. Gốc vây ngực có đốm đen lớn ở cá con, nhỏ dần ở cá lớn. Trừ vây ngực, các vây còn lại có viền xanh óng ở rìa.
Số gai ở vây lưng: 14; Số tia vây ở vây lưng: 12; Số gai ở vây hậu môn: 2; Số tia vây ở vây hậu môn: 11; Số tia vây ở vây ngực: 19–21; Số gai ở vây bụng: 1; Số tia vây ở vây bụng: 5; Số vảy đường bên: 18–19; Số lược mang: 22–24.

## Sinh thái học
Thức ăn của C. sanctaehelenae là động vật phù du, thường kiếm ăn theo đàn. Cá đực xây tổ và có tập tính bảo vệ và chăm sóc trứng.